# Chrysomma
Genre
Le genre Chrysomma regroupe deux espèces de passereaux d'Asie appartenant à la famille des Sylviidae.

## Liste des espèces
D'après la classification de référence (version 5.2, 2015) du Congrès ornithologique international (ordre phylogénique) :
- Chrysomma sinense – Moupinie aux yeux d'or
- Chrysomma altirostre – Moupinie de Jerdon

La Moupinie à couronne rousse, anciennement Chrysomma poecilotis (J. Verreaux, 1870), a été classée dans le genre monotypique Moupinia.